# Nervilia aragoana
Nervilia aragoana or the Tall Shield Orchid is small terrestrial orchid found in the McIlwraith Range in Queensland, Australia, from 0–150 metres altitude which flowers from September to December. It is also found in Ấn Độ, Malaysia, northern Thailand, Lào, Myanmar, Indonesia và New Guinea. North of the equator it blooms between January and April.

## Vernacular names
Malaysia: Daun sa-helai sa-tahun, daun satu tahun (Peninsular).
Thailand: Phaen din yen (Chiang Rai), waan phra chim (Bangkok).
Vietnam: Ch[aa]n tr[aa]u xanh, thanh thi[ee]n q[uf]y, Ian c[owf].

## Hình ảnh

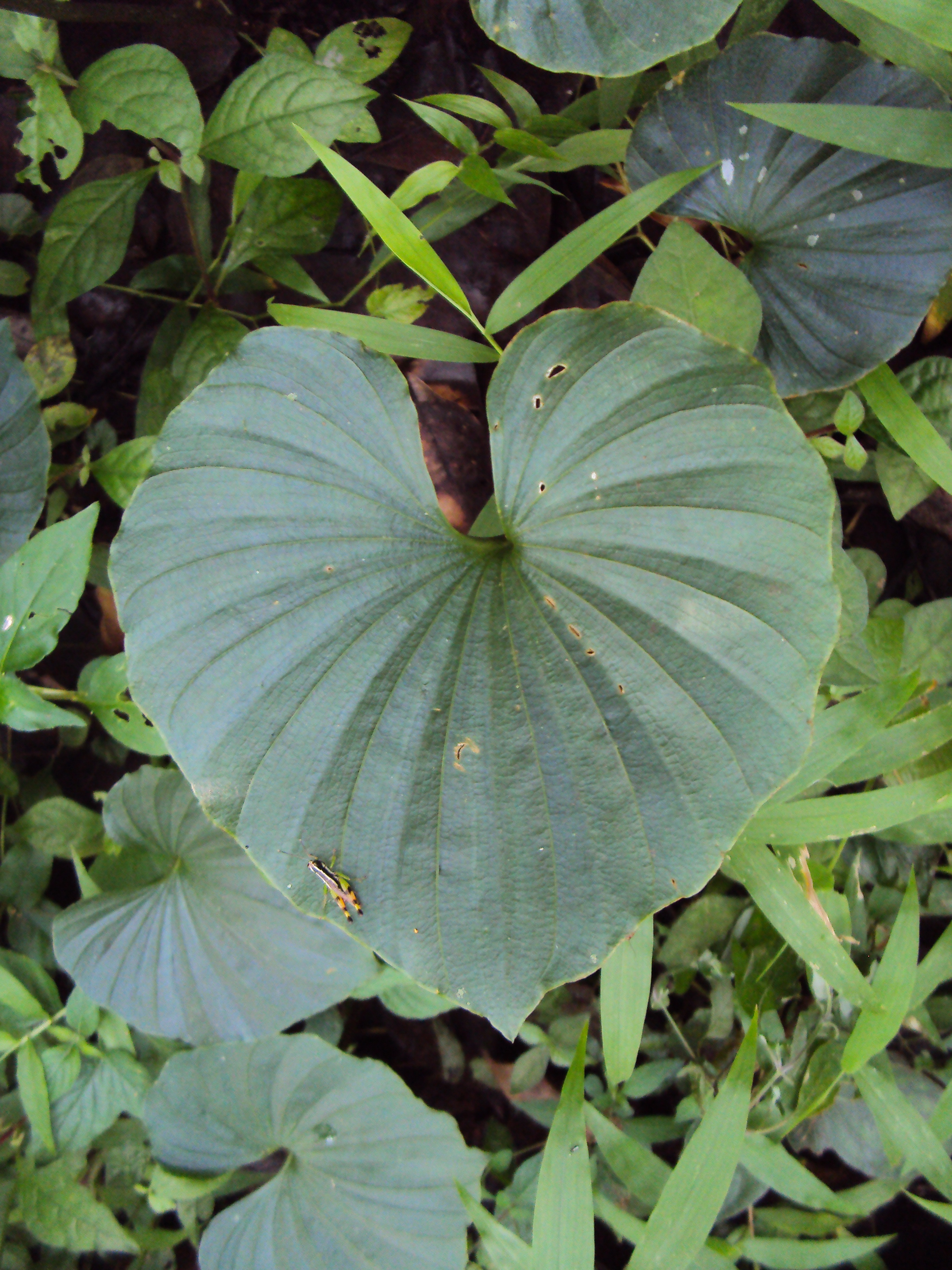
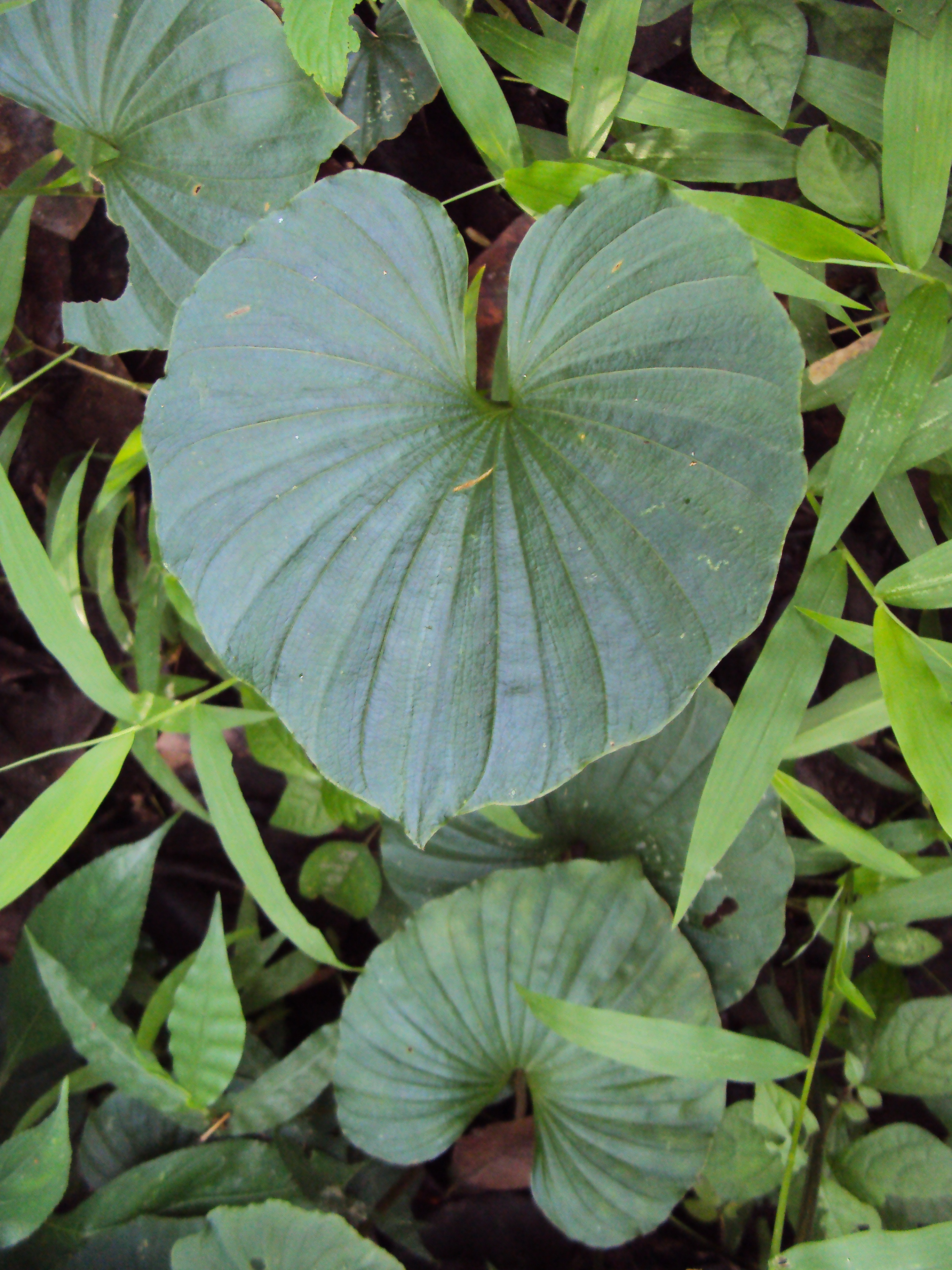

## Miêu tả
Leaf appears kidney to heart-shaped, 150–250 mm. across, concave but with erect wavy edges. The flower stem is 200–250 mm. tall with 2-6 flowers.

## Footnotes
1. 1 2  Jones (2006), p. 281.
2. ↑  "Bản sao đã lưu trữ". Bản gốc lưu trữ ngày 19 tháng 9 năm 2009. Truy cập ngày 28 tháng 1 năm 2011.